# Three Russian Girls
Three Russian Girls (bra Três Heroínas Russas) é um filme norte-americano de 1943, dos gêneros drama, romance e guerra, dirigido por Henry S. Kesler e Fyodor Otsep e estrelado por Anna Sten e Kent Smith.
Three Russian Girls é um dos raros filmes sobre a amizade entre a União Soviética e os Estados Unidos durante a Segunda Guerra Mundial. Em vários momentos, a ação é interrompida para que sejam inseridas cenas de antigas produções russas e algumas animadas canções soviéticas.
Trata-se da refilmagem do russo Frontovye podrugi (cirílico: Фронтовые подруги), de 1941, conhecido nos EUA como The Girl from Leningrad.

## Sinopse
Segunda Guerra Mundial. Natasha e outras enfermeiras da Cruz Vermelha são enviadas para hospital localizado em uma velha mansão, no interior da União Soviética. John Hill, piloto americano que testava um avião russo, é derrubado durante uma batalha e enviado para lá. Enquanto se recupera, ele e Natasha se apaixonam. Quando os nazistas avançam, todo o pessoal precisa mudar-se para Leningrado. Depois de tudo resolvido, John volta a seu país, mas ele e Natasha esperam reencontrar-se em circunstâncias mais felizes, após a guerra...

## Premiações
| Patrocinador                                  | Prêmio | Categoria                               | Situação                    |
| --------------------------------------------- | ------ | --------------------------------------- | --------------------------- |
| Academia de Artes e Ciências Cinematográficas | Oscar  | Melhor trilha sonora (drama ou comédia) | Indicado[carece de fontes?] |

## Elenco
| Ator/Atriz           | Personagem      |
| -------------------- | --------------- |
| Anna Sten            | Natasha         |
| Kent Smith           | John Hill       |
| Mimi Forsythe        | Tamara          |
| Alexander Granach    | Major Brajinski |
| Kathy Frye           | Chijik          |
| Paul Guilfoyle       | Trishin         |
| Kane Richmond        | Sergei          |
| Manart Kippen        | Médico          |
| Jack Gardner         | Misha           |
| Marcia Lenack        | Shoora          |
| Mary Herriot         | Zina            |
| Anna Marie Stewart   | Olga            |
| Dorothy Gray         | Manya           |
| Feodor Chaliapin Jr. | Terkin          |